# Балабан, Милан
Ми́лан Балаба́н (чеш. Milan Balabán; 3 сентября 1929, Боратин, Тарнопольское воеводство, Польша — 4 января 2019) — чешский евангелический теолог-протестант и религиовед. Педагог, профессор.

## Биография
Родился в семье евангелического дьякона. Окончил богословский факультет Карлова университета в Праге. Служил священником Евангелической церкви чешских братьев в южной Чехии и Праге.
Участник диалога христиан и марксистов. В 1975 году лишён духовного сана. Был в числе подписавших Хартию 77 — программу, ставшую основанием для формирования группы политических диссидентов в Чехословакии.
С 1990 года — научный сотрудник Евангелического богословского факультета пражского Карлова университета. Профессор с 1995 года.
В 2002 году награждён медалью «За заслуги» (Чехия) I степени.
Автор ряда монографий и книг на теологические и библейские темы.

## Избранная библиография
- Víra nebo osud (1993)
- Hebrejské myšlení (1993)
- Gilgameš (2002)
- Moudrost ve Starém zákoně (под псевдонимом Карел Флоссман, 1989)
- Hebrejské myšlení (1993)
- Bojovníci a trpitelé (1994), ISBN 80-900696-6-5
- Hebrejské člověkosloví (1996)
- Cesty vzhůru — problematika překladu Žalmu 120—135 (в соавт., 1997), ISBN 80-86005-38-0
- Ohlasy Starého zákona v české literatuře 19. a 20. století (в соавт., 1997), ISBN 80-86005-41-0
- Tázání po budoucím — myšlenkové proudy starého Izraele (в соавт., 1998
- Gilgameš — mytické drama o hledání věčného života (в соавт., 2002)
- Nejkrásnější píseň Šalamounova (2002)
- Kvete-li vinný kmen (2002), ISBN 80-7017-829-9
- Hudba pro pozůstalé (2006), ISBN 80-7215-280-7
- Biblický třpyt v české poezii (в соавт., 2007)
- Putování k čirému (в соавт., 2007), ISBN 978-80-86057-44-6
- Jímavé portréty biblických žen (2009), ISBN 978-80-7017-122-6
- Domov a bezdomoví i jiné zprávy (2009), ISBN 978-80-904015-5-6
- Víra (u) Václava Havla (2009), ISBN 978-80-7298-412-1
- Šepoty a křiky víry (2010), ISBN 978-80-87377-07-9
- Cestami kulhavého Jákoba (2011), ISBN 978-80-7215-417-3
- Pravěká tanečnice (2011), ISBN 978-80-87377-32-1